# Шимаковка
Шимако́вка — деревня в Сосновском районе Челябинской области. Входит в состав Саккуловского сельского поселения.

## География
Расстояние до районного центра села Долгодеревенского 22 км.

## Население
| 2002 | 2010 |
| ---- | ---- |
| 220  | ↘165 |

По данным Всероссийской переписи, в 2010 году численность населения деревни составляла 165 человек (86 мужчин и 79 женщин).
Башкиры — 76 человек.

## Улицы
Уличная сеть деревни состоит из 5 улиц.